# Marcus Gilchrist
Marcus Gilchrist (High Point, 8 dicembre 1988) è un giocatore di football americano statunitense che gioca nel ruolo di cornerback per gli Oakland Raiders della National Football League (NFL). Fu scelto nel corso del secondo giro (50º assoluto) del Draft NFL 2011 dai San Diego Chargers. Al college ha giocato a football coi Clemson Tigers.

## Carriera professionistica

### San Diego Chargers
Kendricks fu scelto dai San Diego Chargers nel corso del secondo giro del Draft 2011. Nella sua stagione da rookie disputò 14 partite, quattro delle quali come titolare, mettendo a segno 34 tackle e 2 intercetti. Nella settimana 14 della stagione 2012 mise a segno il suo primo sack in carriera nella gara contro i Pittsburgh Steelers. La sua seconda stagione si concluse disputando tutte le 16 partite, quattro come titolare, con 59 tackle e nessun intercetto.
Nella settimana 12 della stagione 2014, Gilchrist intercettò un passaggio di Shaun Hill sulla goal line a 56 secondi dal termine, preservando la vittoria dei Chargers sui Rams.

### New York Jets
Il 13 marzo 2015, Gilchrist firmò un contratto quadriennale del valore di 22 milioni di dollari con i New York Jets. Con un intercetto nella settimana 15 contro i Dallas Cowboys raggiunse quota tre in stagione, un nuovo primato personale.

### Houston Texans
Nel 2017, Gilchrist firmò un contratto annuale con gli Houston Texans.

## Statistiche
| Partite totali      | 62  |
| Partite da titolare | 40  |
| Tackle              | 246 |
| Sack                | 3,0 |
| Intercetti          | 5   |
| Fumble forzati      | 3   |

Statistiche aggiornate alla stagione 2014